# 잘 돼 갑니다
"잘 돼 갑니다"는 1989년 공개된 대한민국의 영화이다.

## 에피소드
1967년 11월 촬영을 시작하여 이듬해인 1968년 봄에 완성, 서울 국도극장에서 개봉하기 하루 전 중앙정보부의 상영금지조치로 필름을 압수당해 영화진흥공사 안에 있는 한국필름보관소에 20년간이나 잠들어 있었다. 이승만 정권 말기의 정치풍속도를 대통령 전속이발사의 눈을 빌어 낸 영화인데, '권력무상'을 기본 화조로 하여 독재권력의 종말을 다뤄낸 것이 당국의 검열망에 걸렸던 것이다. 이 때문에 제작자 김상윤은 홧병으로 죽고 유족들이 계속 당국에 진정을 하는 등 투쟁 끝에 상영허가를 얻어 20년만에 개봉하게 되었다.
하지만, 영화 개봉 직후인 1989년 9월 19일 새벽 4시께 영화의 흥행부진을 비관하여 제작자 김상윤의 부인 홍정순이 자택에서 극약을 먹고 자살을 기도하는 일이 발생했다. 상영 극장 측으로부터 관객이 너무 적어 9일만에 상영을 중단한다는 일방적인 통보를 받고 충격을 받은 것이 원인이었다. 홍씨는 유서에서 "최근 양 방송사에서 "무풍지대", "제2공화국" 등 이 영화와 비슷한 내용의 연속극을 방영하는 바람에 흥행에 실패, 20여만명의 관객이 동원되리라 예상했으나 5천명밖에 오지 않았다"면서 "여-야 국회의원들은 이 영화의 대사 하나하나를 경청해 민주주의를 꽃피우기 위해 노력해야 할 것"이라는 내용을 남겼다. 1991년, 홍정순은 영화상영때 생긴 빚을 감당 못해 "영화의 흥행실패는 20년 동안 상영을 막은 정부에 있다"며 피해보상을 정부에 요구하고 나섰으나, 문화공보부 측은 "상영을 허가하고 필름을 돌려준 것으로 '잘 돼 갑니다' 문제는 끝났다"고 주장했다.
2000년, 홍씨는 민주화운동관련자명예회복보상심의위원회가 구성되자 보상금을 신청하였고, 민주화보상위원회는 2001년과 2007년 잇따라 신청을 기각했으나 2013년 1월 비로소 직권으로 재심의한 결과 영화 제작을 민주화 운동으로 인정했다. 다만 영화 상영 금지와 김씨의 죽음과의 관계는 30%만 인정했다. 2005년 부인 홍씨도 숨졌다.
2012년 9월 6일, 영화제작자 김상윤 씨의 자녀 김 모(58) 씨 등 5명은 '부당한 공권력 행사로 한 가족이 몰락했다'며 국가를 상대로 1억 100만 원의 손해배상 청구소송을 서울중앙지법에 냈다. 김씨 등은 “1968년 영화를 완성하고서 공보부의 지시에 따라 수차례 고쳤으나 1971년 결국 상영금지조치를 당했다”며 “영화를 만든 김상윤씨는 1970년대 중반 홧병으로 사망했고, 김씨의 고등학생 막내아들은 청와대를 항의방문하여 '유신철폐'를 외치는 시위를 했다가 경찰에 두들겨 맞고 정신분열증을 앓게 됐다”고 주장했다.
2013년 6월 21일, 서울중앙지법 민사합의13부(심우용 부장판사)는 유족 김모씨(59) 등이 국가를 상대로 낸 손해배상 소송에서 시효가 지나 청구권이 없다는 이유로원고 패소로 판결했다고 밝혔다. 재판부는 “국가배상법상 배상청구권은 5년간 행사하지 않을 경우 시효가 다해 소멸한다”며 “유족이 민주화보상위원회에 보상금을 신청한 2000년부터 12년이 지난 뒤 제기된 소송은 청구권을 인정할 수 없다”고 판시했다.

## 내용
- 8.15 광복 후 군정을 거쳐 제1공화국이 탄생되어 몰락하기까지의 정치적 상황을 그린 드라마로, 4.19 혁명 과정과 당시 부통령이었던 이기붕 일가의 집단 자살등이 클라이맥스를 이루고 있다.[13] 제목은 이승만 정권의 측근 정치인들이 부정부패와 어수선한 정국에도 불구하고 이 전 대통령에게 '잘 돼 간다'고 보고했다는 일화를 풍자한 것이다.[14]

## 배역
- 최용한 : 이승만 역
- 후에니 C. 데이비스 : 프란체스카 역
- 김지미
- 장민호 : 이기붕 역
- 박노식 : 조병옥 역
- 주증녀
- 한성 : 이강석 역
- 남정임
- 조동진
- 허장강 : 최 장관 역
- 김희갑
- 정민
- 장훈
- 이향
- 이수련
- 조향
- 최성호
- 최삼
- 박상익
- 박미영
- 정애란
- 최인숙
- 나애심
- 문미봉
- 이빈화
- 김웅
- 조덕성
- 박경주
- 김칠성
- 성소민
- 이예성
- 최창호
- 강계식
- 손전
- 지방열
- 김주호
- 주일몽
- 임성포
- 장일환
- 장철
- 나일
- 지계순
- 김지영
- 추봉
- 박병기
- 임운학
- 임해림
- 최무웅
- 권오상
- 황인철
- 전창근